# 皮亞季科里
50°43′37″N 24°38′25″E / 50.72694°N 24.64028°E
皮亞季科里（烏克蘭語：П'ятикори），是烏克蘭的村落，位於該國西部沃倫州，由沃洛德米爾區負責管轄，始建於1577年，面積1,900平方公里，海拔高度209米，2001年人口406，人口密度每平方公里0.21人。